# ليون شليسنجر
ليون شليسنجر (بالإنجليزية: Leon Schlesinger)‏ ولد وتوفي (20 مايو 1884- 25 ديسمبر 1949). كان منتج أفلام أمريكي، اشتهر بشركته ليون شليسنجر برودكشنز التي أنتجت سلسلة لووني تونز وميري ميلوديز لمصلحة وارنر براذرز، في الفترة التي يقال عنها العصر الذهبي للرسوم المتحركة الأمريكية.

## بدايات العمل
ولد في فيلادلفيا، عمل في المسارح كمرشد، ممثل، ومدير مسرح بالس ثيذر في بوفالو، نيويورك، أسس شركة باسيفك تايتل آند آرت في 1919، حيث أنتج لوحات العنوان للأفلام الصامتة، وبعد تصاعد انتشار الأفلام «المتكلمة» في 1929، بحث شليسنجر عن طريقة للاستثمار في التقنية الجديدة والبقاء في العمل، يدعي البعض مساعدته لوارنر براذرز في فيلم ذا جاز سينغر، ثم وقع عقدا معهم لإنتاج سلسلة لووني تونز، ليتعاقد مع الرسامين هيو هارمن ورودي آيزينغ لإنتاج الكارتون ببطولة بوسكو.

## شليسنجر رجل الأعمال
كان شليسنجر رجل أعمال يستبصر المهارات، عندما غادره هارمن وآيزينغ ومعهما شخصية بوسكو في 1934، وضع رساميه بعيدا عن الآخرين في استوديو وارنر، عين شليسنجر الرسام فريز فريلينغ كمخرج لإكمال سلسلة لووني تونز وإنتاج سلسلة شقيقة لها هي ميري ميلوديز، كانت مهارة فريلينغ وتوظيف شليسنجر لتيكس أيفري، كارل ستالينغ، وفرانك تاشلين سببا في زيادة إنتاجات الاستوديو، ثم عين بوب كلامبيت، تشاك جونز، وميل بلانك ليتعاونوا في ابتكار شخصيات مثل بوركي بيغ، دافي داك، وباغز باني. أعطى شليسنجر للمخرجين الحرية في إنتاج ما يريدونه شرط أن تنال الرضا في المسارح. باع شليسنجر شركته باسيفك تايتل آند آرت في 1935 ليركز على عمله في استديو الرسوم المتحركة.

### إدارته في العمل
شليسنجر وضع وحدة المخرج أيفري للعمل في استوديو متهالك (أطلقت الوحدة عليه اسم بيت النمل الأبيض «تيرمايت تيراس»)، شليسنجر أغلق مؤقتا ولفترة بسيطة الاستوديو عامي 1941 و1942 عندما طالب موظفيه زيادة في الأجر، كما وقاطع جوائز الأكاديمية لما ادعى أنها تميز في التعامل مع والت ديزني، كما وتعاقد مع أخ زوجته راي كاتز لإنتاج بعض عروض لووني تونز كطريقة للتحايل على الضريبة، عرف شليسنجر (بين رساميه على الأقل) بلثغته، فكان ميل بلانك يؤدي صوتي دافي داك وسيلفستر ذا كات كتقليد لصوت شليسنجر. يجده الرسامون متعجرفا مسرفا في الأناقة، يضع الكثير من الكولونيا ويرتدي أفخم الملابس.

## ظهوره في الأفلام القصيرة
ظهر شليسنجر ممثلا نفسه في الفيلم القصير يو أوت تو بي إن بكشرز (1940)، الذي جمع بين التمثيل البشري الحي والرسوم المتحركة، وفيه أن دافي داك يريد أن يصبح النجم الأول في الاستوديو (قبل ظهور باغز باني)، مقنعا بوركي بيغ بأن لديه مستقبلا في الأفلام بدلا من الكارتون، ليقدم بوركي استقالته من عمله من رئيسه شليسنجر بنفسه.

## السنوات الأخيرة
بقي شليسنجر على رأس الاستوديو حتى عام 1944 عنما باعه إلى وارنر براذرز، استمر في تسويق الشخصيات حتى وفاته بسبب تلوث فيروسي في عيد الكرسماس لعام 1949 في عمر 65. بعد تركه للاستوديو، عينت وارنر براذرز إيدي سيلزر مكانه.

## معلومات طريفة
في فيلم سبيس جام، كان اسم ملعب كرة السلة في عالم الكارتون هو «شليسنجر».

## وصلات خارجية
- ليون شليسنجر على موقع IMDb (الإنجليزية)
- ليون شليسنجر على موقع ألو سيني (الفرنسية)
- ليون شليسنجر على موقع قاعدة بيانات الفيلم (الإنجليزية)
- تاريخ باسيفيك تايتل آند آرت